# 丁恩
丁恩爵士（英語：Sir Richard Morris Dane，1854年—1940年），英国殖民地长官，盐税专家。
丁恩出生于都柏林，长期在英属殖民地服务。他先后担任过北印度盐税专员、印度政府首任国产税和盐政督察长。1913年袁世凯政府与五国银行团缔结善后大借款后，出任财政部盐务稽核总所会办，成为当时中国盐政的掌管者。他在任期间，主导了中国的盐务官制、盐税征榷管理制度、食盐运销制度、盐业生产方式等诸多改革。1918年回国。